# 信濃川
信濃川（しなのがわ）は、新潟県および長野県を流れる一級河川。信濃川水系の本流であり、新潟市で日本海に注ぐ。このうち信濃川と呼ばれているのは新潟県域で、長野県に遡ると「千曲川（）」と呼称が変わる。この項目では千曲川と呼称される上流部を合わせ説明する。
全長367キロメートル (km)のうち、信濃川と呼ばれている部分が153 kmで、千曲川と呼ばれている部分は214 kmと、60 kmほど千曲川の方が長い。ただし、河川法上は千曲川を含めた信濃川水系の本流を信濃川と規定しているため、信濃川は日本で一番長い川となっている。日本三大河川のうちの1つである。
流域面積11,900 km2は日本で第3位、新潟と長野の2県でほとんどを占めるが、信濃川水系の一次支川（いちじしせん）である中津川の源流部が群馬県の野反湖付近にあるため、信濃川水系の流域は群馬を含む3県に及ぶ。
なお、洪水時の分水路（大河津分水路）がある大河津分水路分派点より下流を信濃川下流と称している。

## 名称
古くは「大きな川」として「大川」（おおかわ）と呼ばれていたが、のちに下流部では信濃国から流れてくる川として、信濃川と呼ばれるようになった。

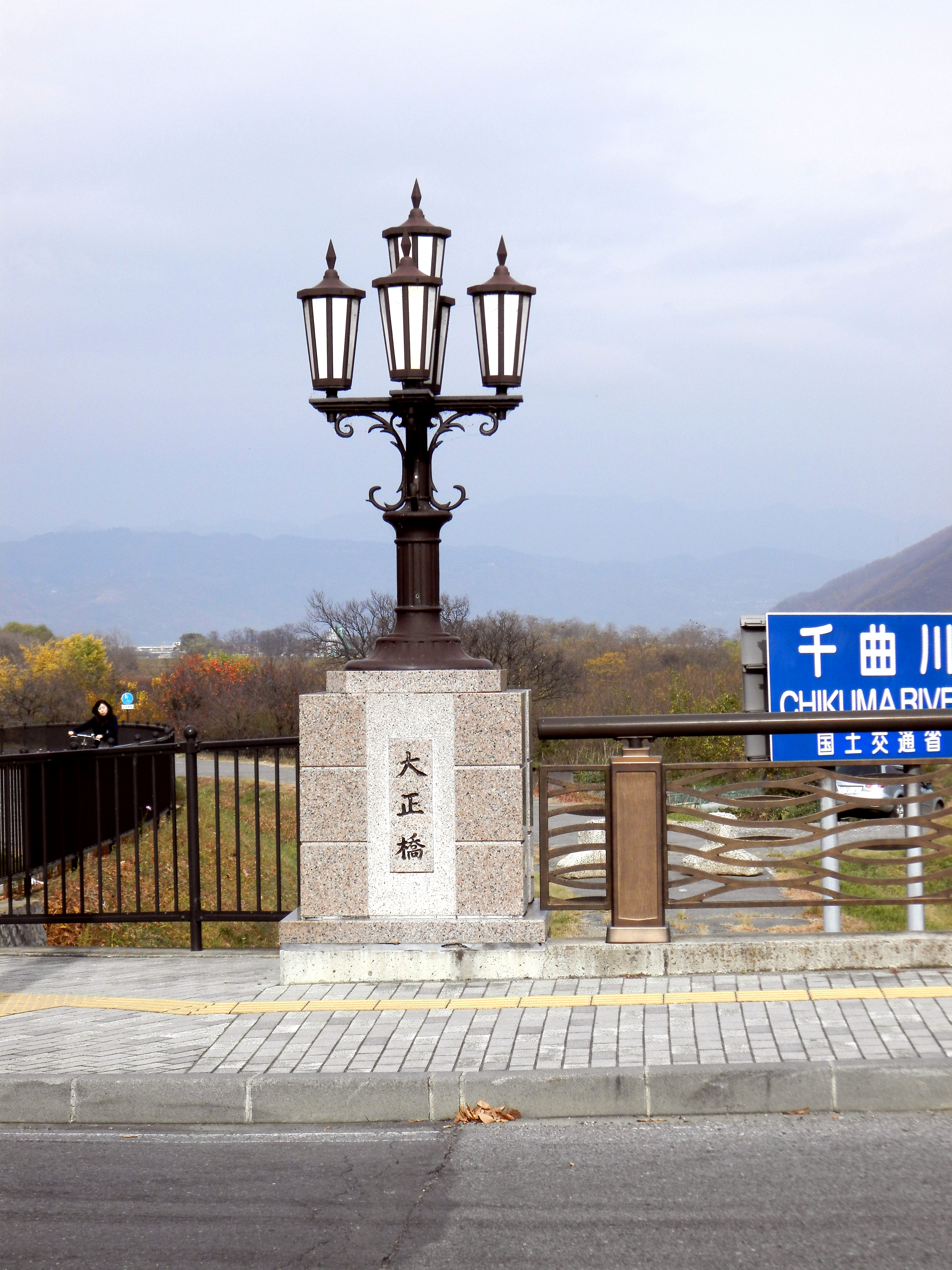
長野県千曲市の大正橋そばの千曲川河川名標識。

長野県内の名称である千曲川の名前の由来については諸説がある。
- 字の通り、川が千の数ほど曲がっている様子から名付けられた。
- 旧豊田村から下流の千曲川は狭窄部が連続し、両岸は崖状の地形を呈していることから、「チク（崖）・マ（袋状の湿地）の川」という説がある。
- 水源地域である長野県川上村の伝説によれば、大昔に高天原に住む神々の間で大きな戦いがあり、この時に流された血潮によってできた川とされており、その血潮があたり一面隈なく流れた様子から「血隈川」と言うようになったという伝説もある。

なお、千曲川の支流である犀川は長野県西部の筑摩（ちくま）地方を流れているが、筑摩は古くは「つかま」と呼ばれたため、直接の関係はないと見られる。
千曲川は『万葉集』の頃から多くの詩歌に歌われ、近代になっても流域の佐久市・小諸市周辺を島崎藤村（『千曲川旅情のうた』『小諸なる古城のほとり』）が、長野市周辺から新潟県境付近の豊田村（現・中野市）周辺を高野辰之（『朧月夜』『故郷』）が歌にしている。
千曲川のことを東信では「ちゅうま」または「ちうま」、北信では「ちょうま」、栄村と新潟県津南町では「ちぐま」と呼ぶことがある。方言学者の馬瀬良雄は、『万葉集』の東歌に「知具麻能河泊（ちぐまのかは）」や「中麻奈尓 宇伎乎流布祢能（ちうまなに　うきをるふねの）」という表記があることから、信濃の言葉としては「ちぐま」が最も古く、「ちぐま→ちうま→ちゅーま→ちょーま」と変化したと推定している。なお、上記の東歌(3401番歌）にある「奈（な）」については、都竹通年雄は「今のアイヌ語で川を『ナイ』というから『チグマナ』の『ナ』はアイヌ語の川という意味の語根が残ったものである」とする。それを踏まえて、アイヌ研究家の木村圭一は、「千曲」の語源としてアイヌ語の「chuk-oma」（鮭のいる処）としている。

## 地理

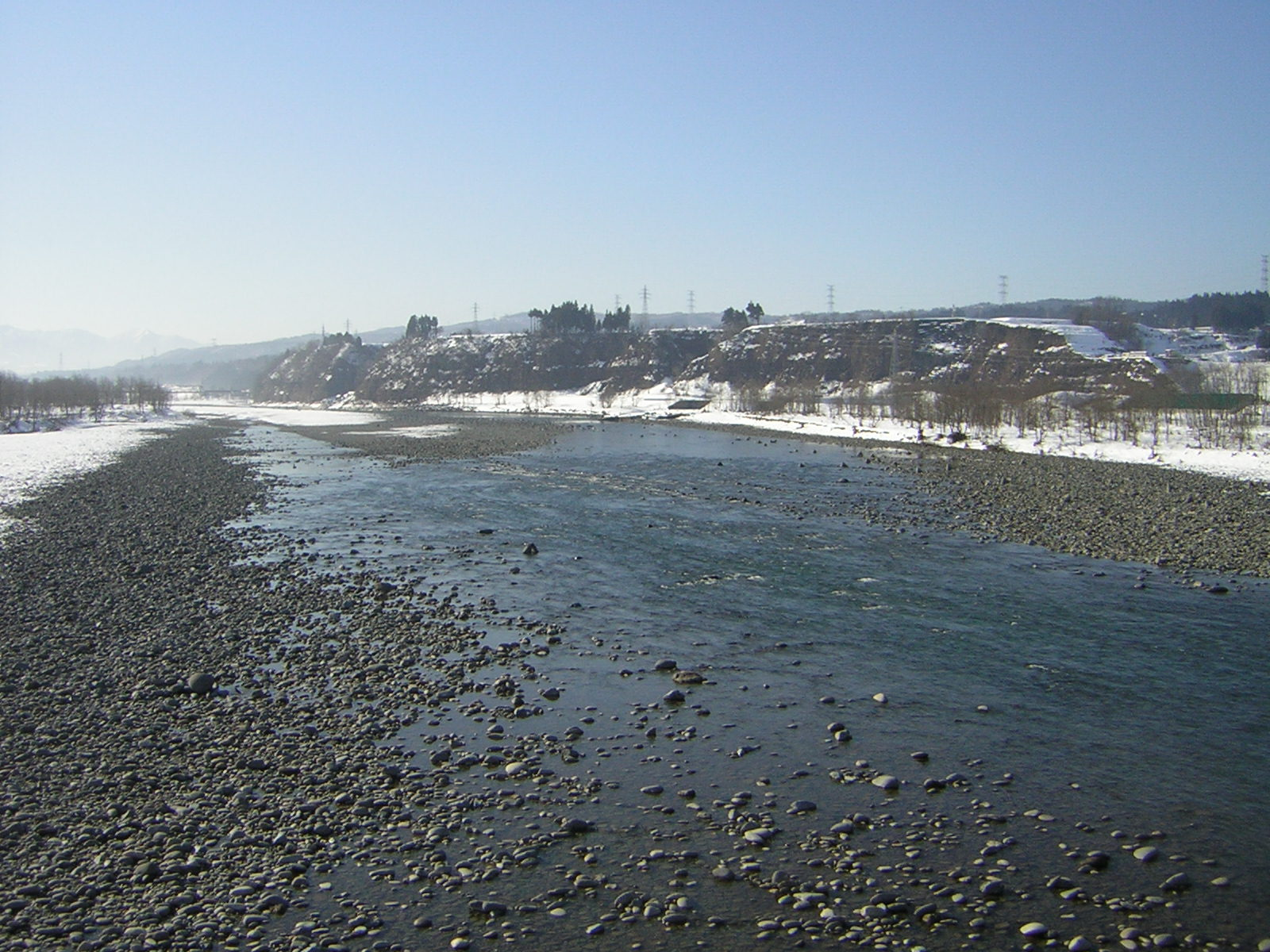
新潟県十日町市を流れる信濃川。周辺には河岸段丘が形成されている。

千曲川は埼玉県・山梨県・長野県の県境に位置する甲武信ヶ岳の長野県側斜面（南佐久郡川上村）を源流とし、八ヶ岳、関東山地などを源流とする諸河川と合流しつつ佐久盆地（佐久平）、上田盆地（上田平）を北流する。長野盆地（善光寺平）の川中島の北端に該当する場所で、飛騨山脈を源流とし松本盆地（松本平）から北流してきた犀川と合流する。
なお合流地点には落合橋（おちあいばし）が架橋されている。この橋はT字型の特殊な形態の橋である。その後、川は北東に流れ、新潟県に入って信濃川と名前を変える。
信濃川は、十日町盆地を通った後、群馬・新潟県境の谷川岳から流れてきた魚野川と合流し、越後平野（新潟平野）に出て、新潟市で日本海に注ぐ。河口は阿賀野川の河口に近く、時代によっては新潟の地で合流して河口を共有していたこともあった。

### 地学的知見
源流域の川上村から上田市にかけては千曲川構造線に沿うようにして北西に流下し、千曲市付近で北東方向に約90度方向を変え、長野市からは信濃川断層帯を北東に延長した断層帯域の地質的に弱い所を浸食し流下し、日本海へと向かう。河床勾配の変化を見ると、上流部の佐久地域で 7.3 パーミル（‰）、上田地域で、5.5 ‰である。しかし、長野市周辺では、0.93 ‰となるが、西大滝ダム付近を変化点としては再び河床勾配は急になり、長野新潟県境付近から下流の十日町付近までは、3.5 ‰の勾配となる。
こうした勾配の変化をもたらしている原因は第四紀後期完新世の隆起活動と隆起に伴い形成された断層による物である。隆起としては中野市から飯山市付近の高丘丘陵などが影響を与えて、断層としては立ヶ花付近には長野盆地西縁断層の一つである長丘断層が河を横切っている、また西大滝ダム付近には重地原断層、北竜湖断層があり、長野新潟県境付近には津南断層がある。

### 流域の管理
千曲川上流の流域の林野は千曲川上流森林計画区となっている。また下流の流域の林野は千曲川下流森林計画区となっており、地域の重要な水源地帯であることなどから、その総面積の約90%が保安林に指定されている。

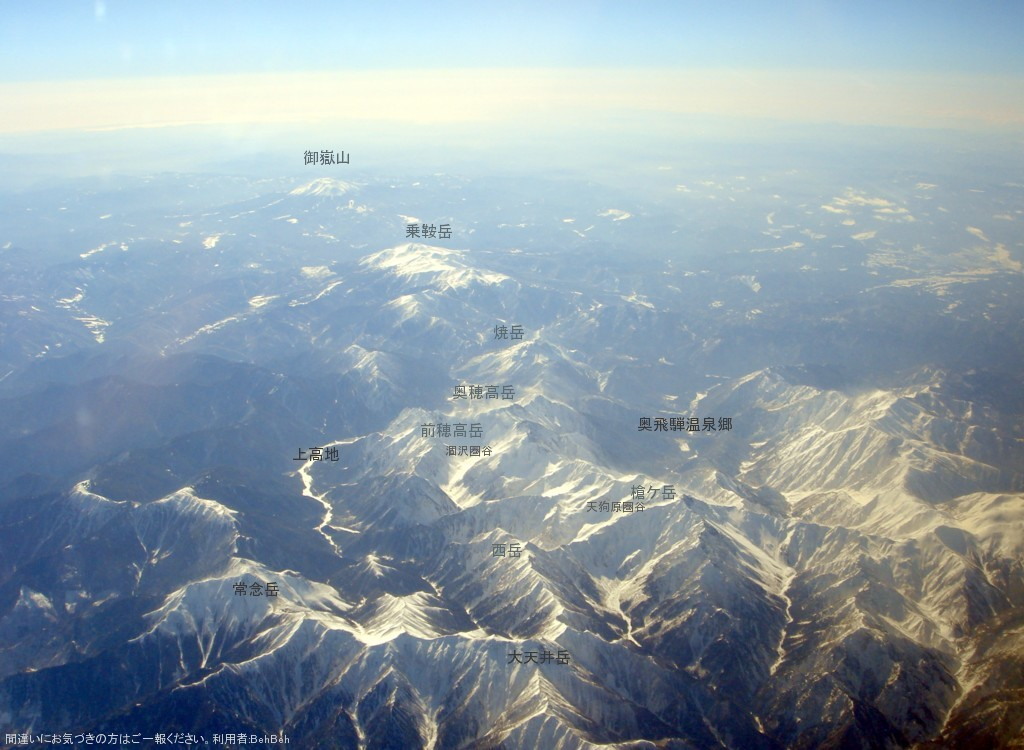
信濃川源流域の一つ、飛騨山脈。日本屈指の標高の奥穂高岳（3,190m）、槍ヶ岳（3,180m）を水源に持つ。
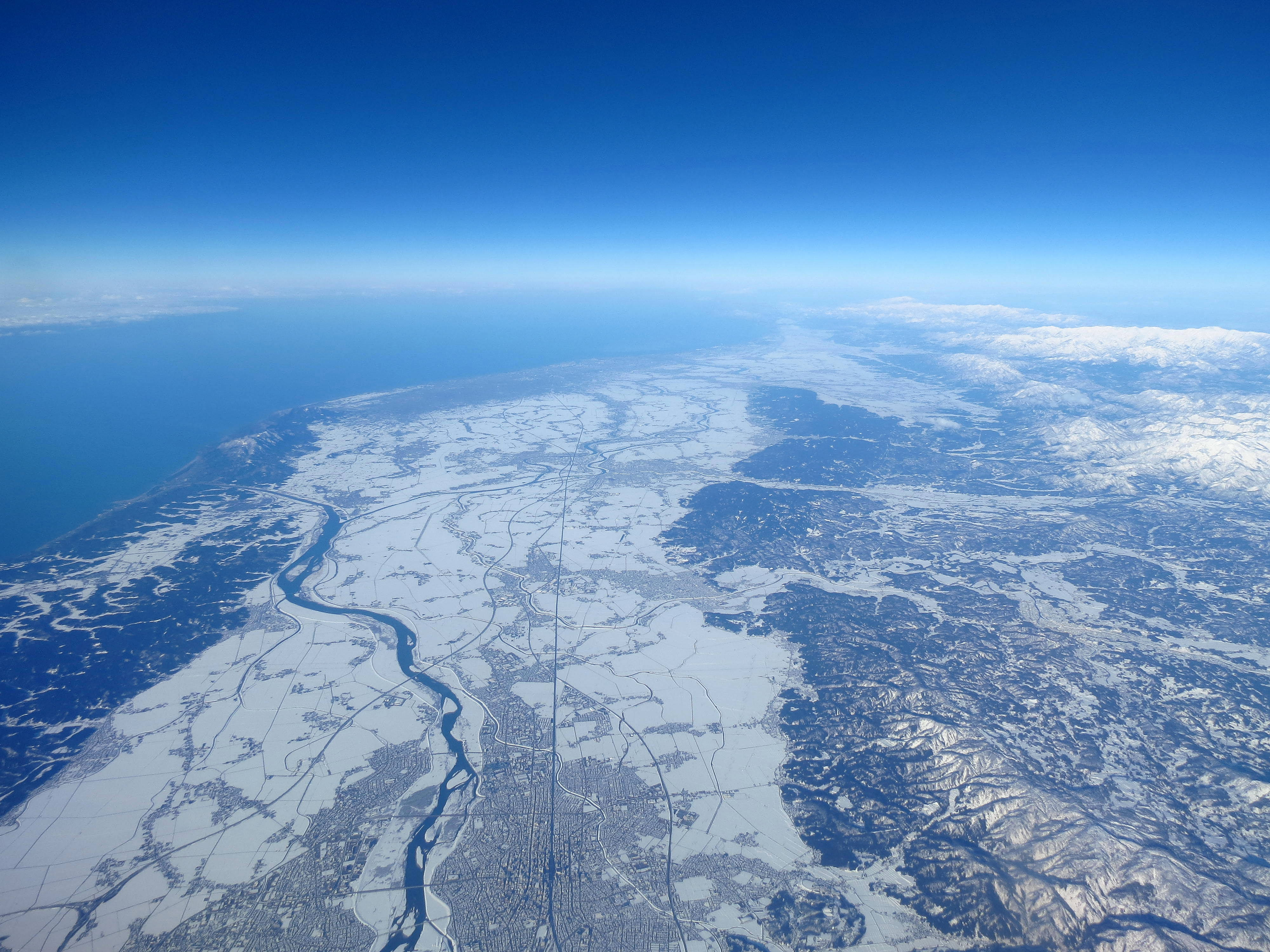
長岡市付近を流れる信濃川。大河津分水路を境に川幅が大きく変化する。
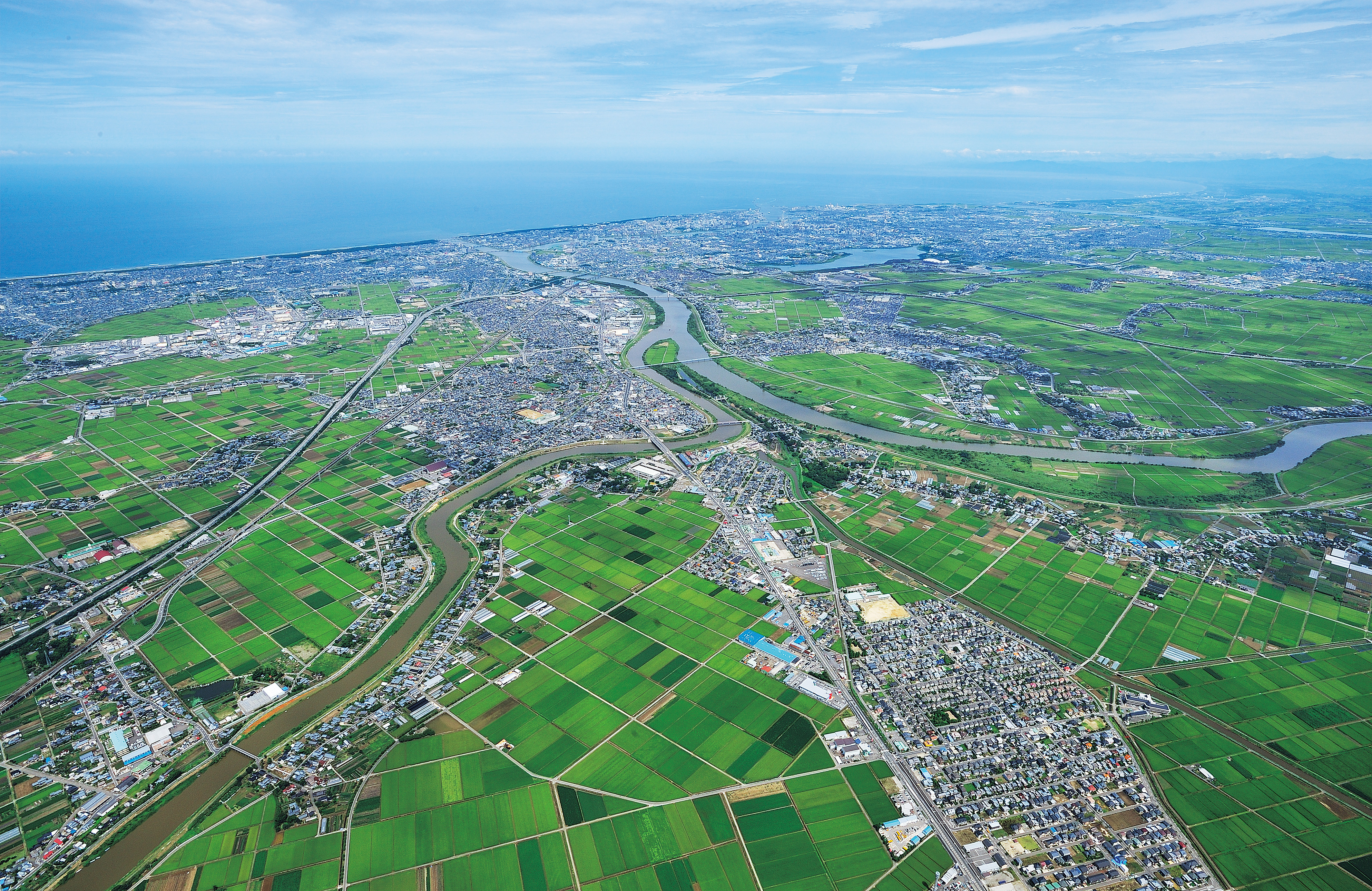
信濃川（右）と中ノ口川（左）の合流部。広大な越後平野が広がる。
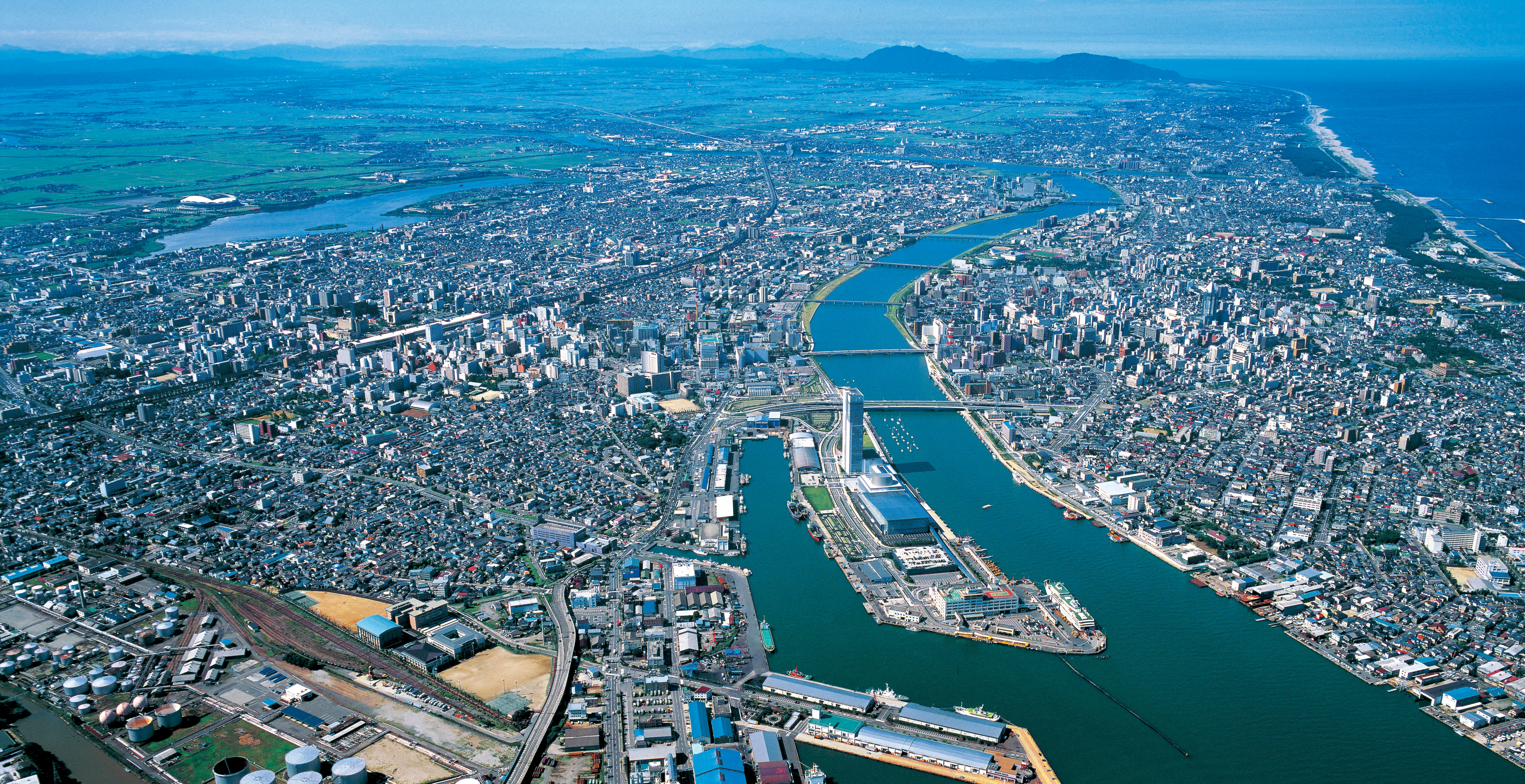
河口部に位置する新潟港と新潟市街。

## 水害の歴史

### 長野県の水害

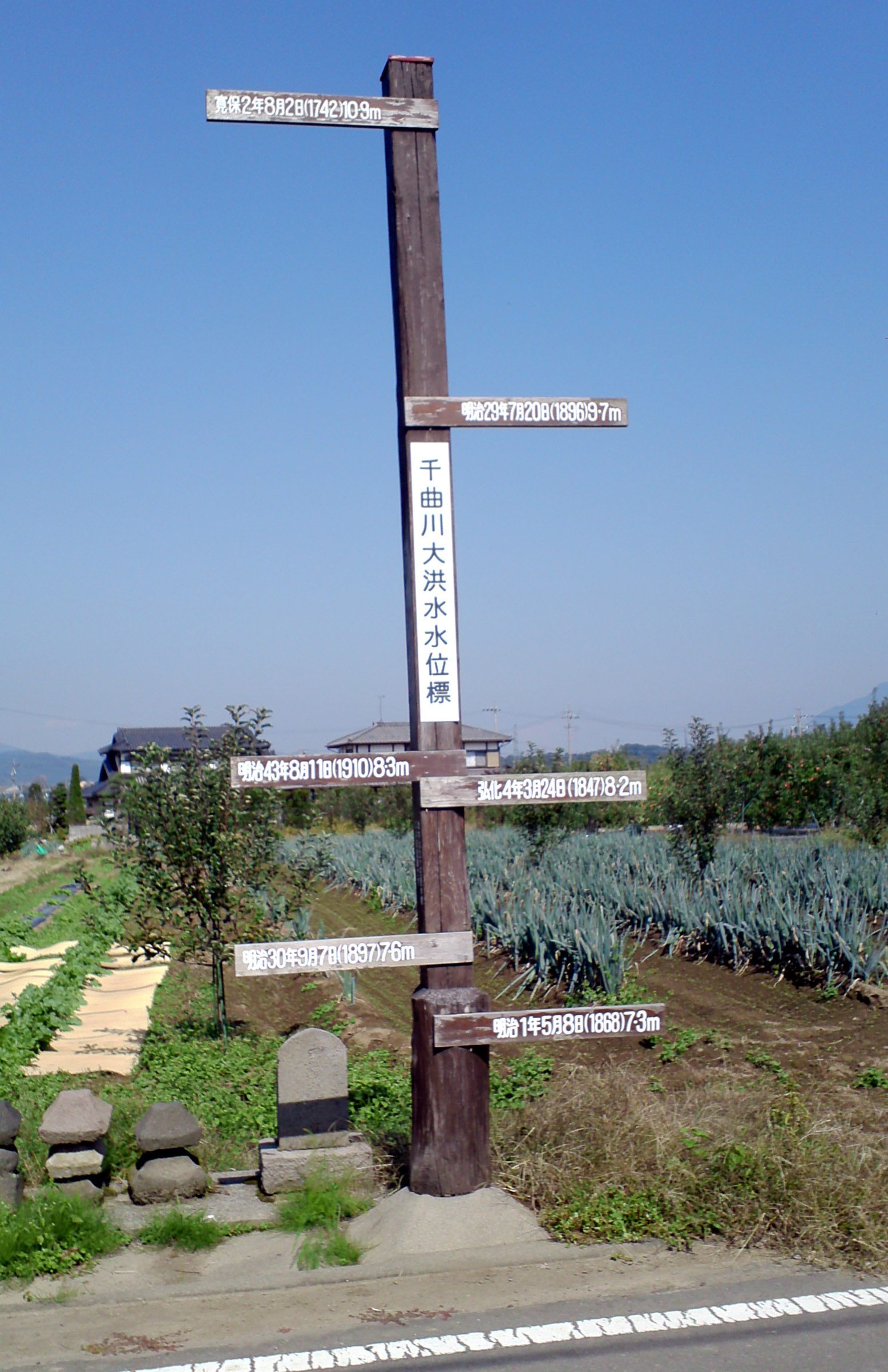
長野県小布施町にある洪水水位標。地面が水位約6.9 m で、一番上が、寛保2年の氾濫水位 10.9 mを示す。

千曲川流域の洪水で最も古いものは、文献（『日本紀略』）などに仁和4年（888年）が記録されている。歴史上、最大の洪水は1742年（寛保2年）に起き、「戌の満水」と呼ばれている。そして徳川幕府治世の時代を通じて64回の水害が記録されていたとされる。
- 888年6月20日（仁和4年）887年に発生した仁和南海地震、東海地震で八ヶ岳の山麓が崩壊して形成された日本最大規模の堰止湖（河道閉塞）が303日後に決壊し、発生した土石流が原因と考えられる洪水[11][12][13]。大月川に出来た河道閉塞の湛水量は5.8億 m3と推定される[13]。
- 1543年（天文12年）千曲川大洪水で船山郷が流失。
- 1553年（天文22年）
- 1602年（慶長7年）千曲川大洪水で黒彦郷が流消分散。
- 1742年（寛保2年） 戌の満水、千曲川で史上最大の大洪水 立ヶ花水位（36尺 10.9 m）。死者 2,800名
- 1847年（弘化4年） 善光寺地震による土砂崩れが犀川をせき止め、崩壊して下流に大きな被害。立ヶ花水位 8.2 m
- 1859年（安政6年） 現在の千曲市の戸倉大西堤防、千本柳下河原堤防が決壊[14]。
- 1868年（明治元年） 千曲川、この年合計7回の出水、4月と5月は甚大な被害。家屋流出102戸。
- 1885年（明治15年） 9月、10月堤防決壊、浸水700戸[14]。
- 1896年（明治29年） 千曲川、寛保以来の大洪水。立ヶ花の水位標で9.7ｍが記録されている。「横田切れ」流出、浸水家屋は10,000戸以上。
- 1897年（明治30年） 千曲川、犀川ともに洪水、千曲川流域で浸水家屋599戸。
- 1898年（明治31年） 現在の千曲市の粟佐堤防決壊、浸水7,300戸以上、死者6名[14]。
- 1910年（明治43年） 千曲川（立ヶ花水位8.3ｍ）をはじめ、各河川が氾濫。流失259戸、床上・床下浸水12,800戸以上。広く関東平野にも大洪水をもたらした「明治43年の大水害」あるいは「明治期最大の水害」として特筆されている。
- 1914年（大正3年） 死傷者36人、流出家屋30戸、浸水家屋339戸。
- 1917年（大正6年12月15日） 長野県会は千曲川大改修事業で東南信対北信とが対立し難航の末、原案可決を見た。改修費905万円、上田橋以北20里6丁の内務省直轄工事とされ、沿岸73ヶ町村民多年の悲願が達せられた。
- 1918年（大正7年11月20日）　千曲川堤防の大改修内務省直轄工事。戸倉上山田温泉地区を優先的に着工。
- 1945年（昭和20年） 阿久根台風の影響による低気圧による大雨、死者42人、床上浸水2,204戸、床下浸水4,843戸。長野市綱島と須坂市大倉崎で破堤。
- 1949年（昭和24年） キティ台風による。全壊家屋45戸、半壊家屋187戸、浸水家屋1,478戸。長野市丹波島と須坂市村山で破堤。
- 1958年（昭和33年） 台風21号により中小河川が氾濫決壊、死者9名、全壊家屋9戸、半壊家屋62戸、流出家屋19戸、床上浸水564戸、床下浸水2,807戸。
- 1959年（昭和34年） 台風7号[15] による、死者・行方不明者65人、全壊家屋1391戸、半壊家屋4091戸、床上浸水4238戸、床下浸水10959戸。立ヶ花水位10.44m
- 1961年（昭和36年） 梅雨前線豪雨[16]により千曲川流域の死者107人、全壊家屋903戸、半壊家屋621戸、床上浸水3170戸、床下浸水15351戸。
- 1965年（昭和40年） 長野県内死者2人、床上浸水265戸、床下浸水2815戸。
- 1969年（昭和44年） 犀川支川高瀬川流域に被害が集中。観光客、登山客が高瀬、梓渓谷に約500人取り残され、3日後に救出。
- 1981年（昭和56年） 昭和34年以来の大洪水、死者11人、床上浸水4906戸、床下浸水3683戸。
- 1982年（昭和57年） 6月、梅雨前線と台風10号による。死者4人、全壊流出家屋23戸、半壊44戸、床上浸水80戸、床下浸水1384戸。立ヶ花で昭和34年に次ぐ戦後第2の水位。9月、台風18号による。千曲川支川の樽川が決壊、死傷者54名、床上浸水3794戸、床下浸水2425戸。
- 1983年（昭和58年） 昭和58年7月豪雨[17] により飯山市の千曲川本流が破堤、死者9名、全壊家屋7戸、半壊家屋8戸、床上浸水3891戸、床下浸水2693戸。立ヶ花で2019年までの最高水位を記録。(11.13 m)
- 1985年（昭和60年） 犀川で被害発生、床上浸水171戸、床下浸水1032戸。
- 1995年（平成7年） 平成7年梅雨前線豪雨[18]による。家屋浸水765戸、JR飯山線に大きな被害。
- 1998年（平成10年） 床上浸水8戸、床下浸水110戸。
- 1999年（平成11年） 熱帯性低気圧[19] による、死者1名、浸水家屋779戸、道路寸断、列車運休が多発。
- 2004年（平成16年） 台風23号による。床上浸水31戸、床下浸水432戸立ヶ花において既往第4位の水位を記録、浸水家屋139戸。立ヶ花水位10.32 m
- 2006年（平成18年） 平成18年7月豪雨[20]。床上浸水4戸、床下浸水50戸。立ヶ花及び陸郷において既往第2位の水位を記録、避難勧告4市11地区。立ヶ花水位10.68 m
- 2019年（令和元年） 10月、令和元年東日本台風（台風19号）による。長野市穂保（左岸）で千曲川本流が約70 m[21] にわたって決壊[22]。北陸新幹線長野新幹線車両センターなどに大きな被害[23]。上田市諏訪形で上田電鉄別所線の千曲川橋梁が崩落した[24][25]。立ヶ花水位 12.44 m、既往最高水位記録を更新[26][27]

後述の河川改修・治水工事により、同じ規模の増水では堤防の決壊などは起こらなくなっていることが読み取れる。立ヶ花観測点（1951年観測開始）は旧豊野町（現・長野市）と中野市の境にある国土交通省による水位観測点で、千曲川河床の勾配が緩くなると共に1,000 mを超える川幅が210 mにまで狭窄する部分。これより下流は、第四紀後半から始まる地盤の隆起のため川の流れは蛇行して流速が落ちる。立ヶ花水位観測点の計画高水位は10.75 m、氾濫危険水位は9.2 m。

### 新潟県の水害
- 1620年 （元和 6年） 長岡西北地方で氾濫。
- 1868年（明治元年）流出家屋10戸。
- 1896年（明治29年）「横田切れ」。流出家屋 2500戸、大川津水位 4.4 m。
- 1913年（大正2年） 小阿賀野川北岸の木津池点が破堤（「木津切れ」）、浸水1440戸、死者2名[30]。
- 1914年（大正 3年）死者55名、床上浸水7154戸、床下浸水1881戸。
- 1917年（大正 6年）「曽川切れ」。曽川水門補修箇所で破堤。死者76名、流出家屋19戸。大川津水位 4.5m。
- 1926年（大正15年）死者1名、流出家屋3戸、床上浸水250戸、床下浸水120戸。
- 1935年（昭和10年）家屋浸水425戸。
- 1949年（昭和24年）キティ台風による洪水、家屋全壊1戸、床上浸水45戸、床下浸水307戸。
- 1952年（昭和27年）死者3名、流出家屋1戸、床上浸水156戸、床下浸水1858戸。東台通川で破堤。
- 1956年（昭和31年）死者7名、床上浸水730戸、床下浸水1605戸。
- 1958年（昭和33年）死者9名、流出家屋19戸、床上浸水4429戸、床下浸水7723戸。
- 1959年（昭和34年）死者3名、床上浸水44戸、床下浸水859戸
- 1960年（昭和35年）死者4名、全壊家屋2戸、半壊家屋2戸、床上浸水1474戸、床下浸水4602戸。
- 1961年（昭和36年）8月台風による大雨により、死者3名、全壊家屋2戸、半壊家屋2戸、床上浸水1474戸、床下浸水4602戸。
- 1964年（昭和39年）全壊家屋20戸、半壊・床上浸水2730戸、床下浸水13970戸。
- 1967年（昭和42年）全壊家屋21戸、半壊・床上浸水5072戸、床下浸水12496戸。
- 1969年（昭和44年）高柳川で破堤。死者9名、全壊家屋122戸、半壊・床上浸水839戸、床下浸水7447戸。
- 1978年（昭和53年）全壊家屋21戸、半壊・床上浸水4217戸、床下浸水9035戸。
- 1981年（昭和56年）魚野川（六日町）で破堤。死者2名、床上浸水1446戸、床下浸水1502戸。
- 1982年（昭和57年）9月、半壊家屋1戸、床上浸水52戸、床下浸水322戸。
- 1983年（昭和58年）床下浸水12戸。
- 1985年（昭和60年）床上浸水1戸、床下浸水13戸。
- 1998年（平成10年）平成10年8月新潟豪雨[31] により、半壊家屋3戸、床上浸水1422戸、床下浸水8842戸。9月台風により、床上浸水3戸、床下浸水183戸。
- 2004年（平成16年）平成16年7月新潟・福島豪雨（7・13水害）。前線により、五十嵐川と刈谷田川で破堤。死者15名、全壊家屋169戸、半壊家屋810戸、床上浸水10712戸、床下浸水6359戸。
- 2011年（平成23年）平成23年7月新潟・福島豪雨により信濃川水系五十嵐川が破堤三条市を中心に被害をもたらした。
- 2019年 (令和元年) 令和元年東日本台風（台風19号）により信濃川が増水して長岡市内を流れる浄土川が氾濫し、長岡市今井地区で浸水被害を受けたほか小千谷市・津南町でも信濃川の氾濫により浸水被害が発生した[25]。
  - 燕市にある大河津分水路では過去最高水位17.06 mを記録した。

## 信濃川水系開発史
古来より洪水と為政者達の治水は「いたちごっこ」の状況で、信濃川の治水の難しさを物語っている。

### 先史時代
縄文時代、新潟市を中心とした越後平野の一部は日本海であった。その後、徐々に信濃川や阿賀野川が運搬してきた土砂が越後砂丘を形成して堆積。現在の越後平野を形成したが低湿地で方々に潟が存在し、水捌けの悪い地域であった。又、洪水によって幾度も流路を変えた。

### 中世から近世の治水
1597年（慶長2年）、越後春日山城主上杉景勝の執政で名将と謳われた直江兼続は燕・三条付近の洪水調節を図る為中ノ口川を開削。これが近世信濃川治水史の端緒となる。
上杉氏転封後の江戸時代、新発田藩主となった溝口氏は中ノ口付近も領していた為に代々の藩主は河川改修を実施していた。
長岡藩第9代藩主の牧野忠精は信濃川の河川改修に特に力を入れた。新川開削の大事業を行って蒲原平野に存在していた3つの潟の悪水を日本海に排水し、蒲原平野の新田開発を成功させた。
信濃国・千曲川でも江戸時代を通じて64回の洪水を記録し、犀川との同時洪水ですら11回を記録するという。この間に福島正則や松代藩主・松平忠輝の家老花井氏親子や、松代藩へ国替えとなった真田氏歴代が築堤や掘割、河道の付替えなどを度々行った。
だが、度重なる治水事業を行っているにも拘らず、信濃川は氾濫を繰り返して為政者の頭を悩ませた。こうした中で浮上して来たのが大河津分水路計画である。

### 近代の治水

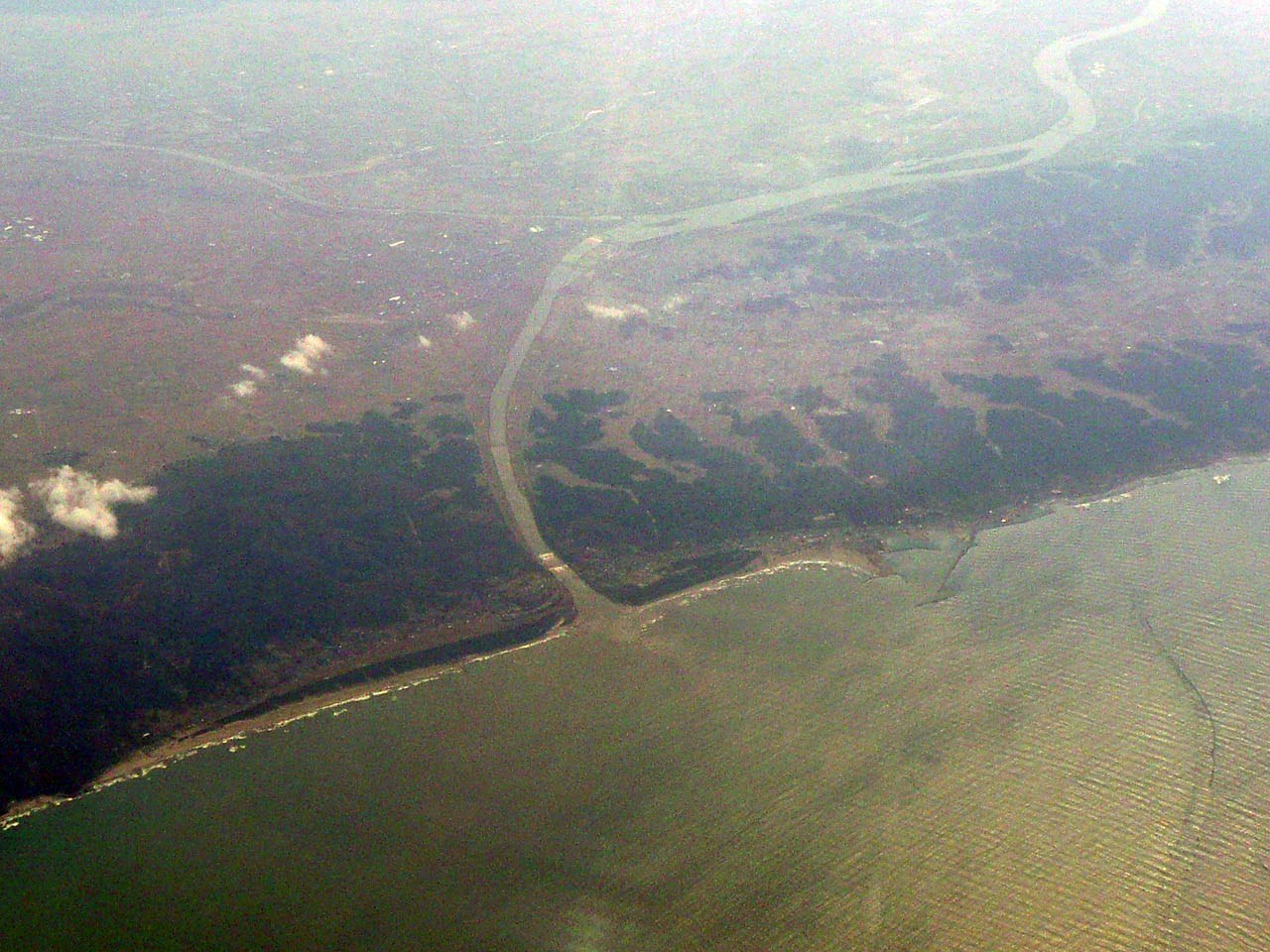
大河津分水路。流路は人工の幾何学的曲線を描く。

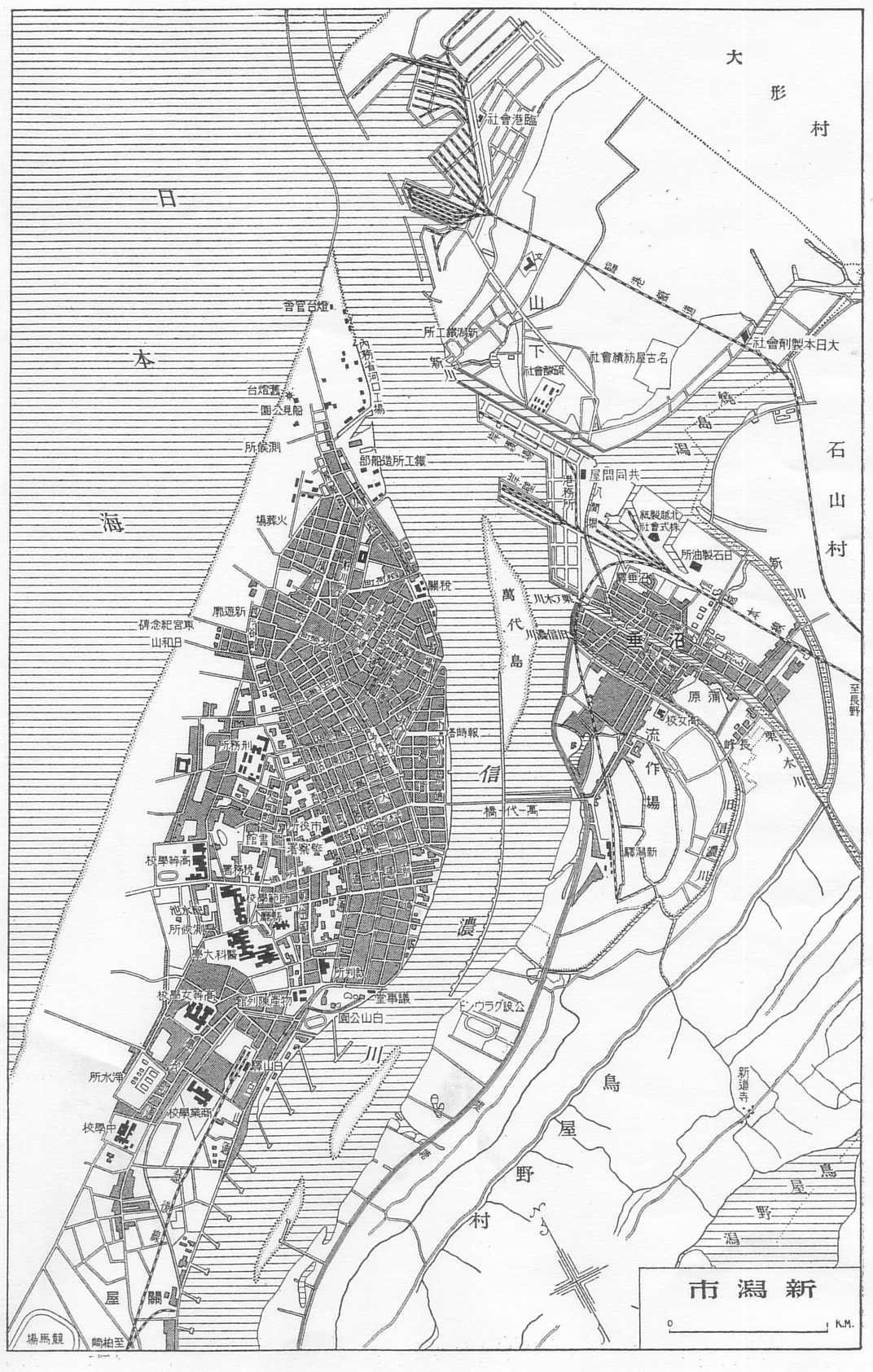
1930年頃（昭和初頭）に発行された新潟市の地図。大河津分水路によって流量が減った河口部では川幅縮小工事が行われ、萬代橋を短縮して架け替えたり、中州の万代島まで右岸を埋め立てたりしている。

明治に入り工事が始まった大河津分水路は、信濃川の流量を減らすべく、江戸時代より計画されていたもので、信濃川を越後平野中央部で分流し、日本海へ流すものである。1909年（明治42年）に本格的な工事が始まり、1922年（大正11年）通水に成功し、2年後の1924年（大正13年）に完成した。
これにより信濃川下流部の川幅が大幅に狭まるなどの影響があった。
1918年（大正7年） - 1941年（昭和16年）には、千曲川第1期補修事業が内務省の手によって進められたが、洪水は容赦なく発生し根本的な解決には至らなかった。

### 日本屈指の水力発電地帯化

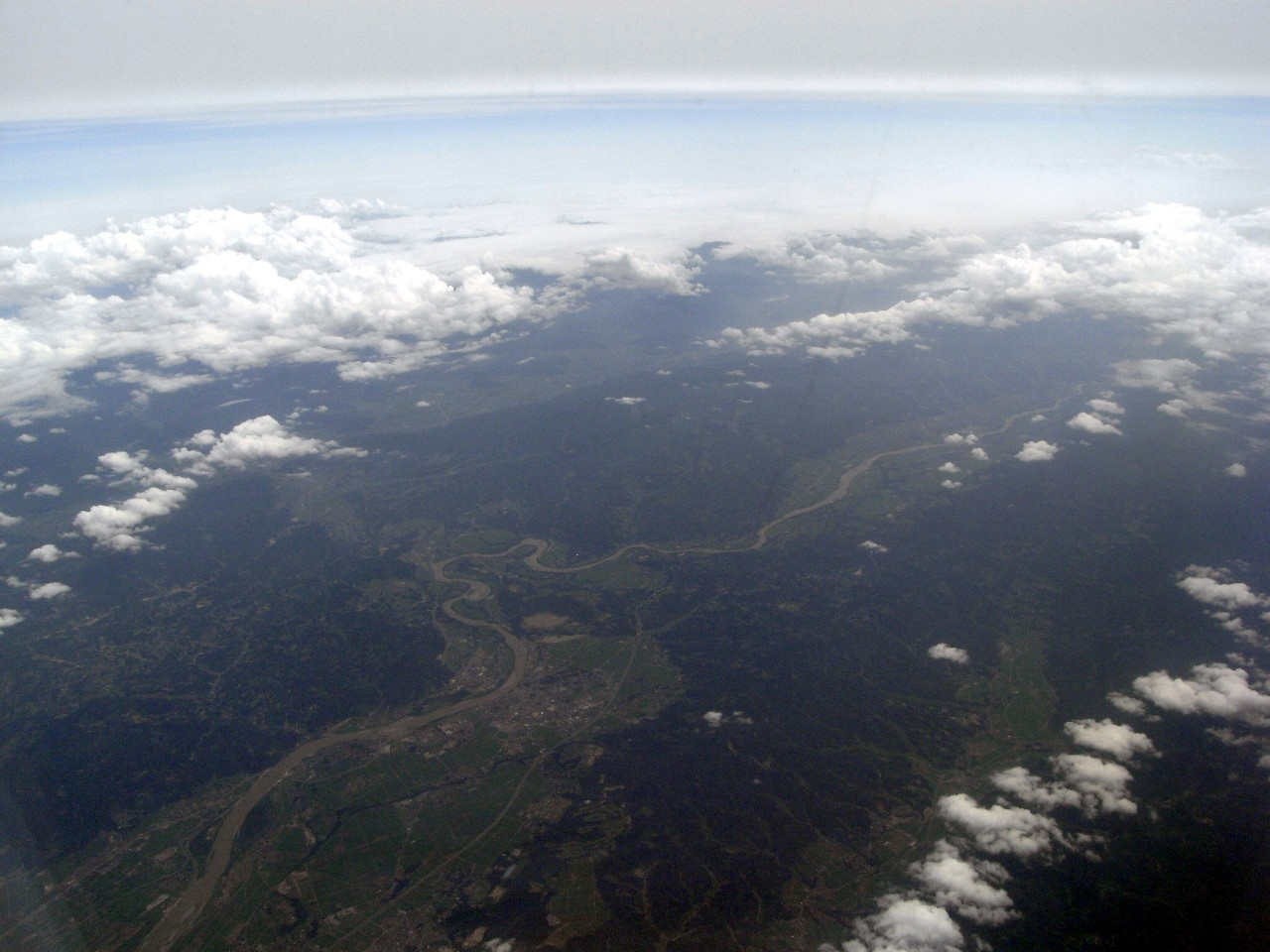
新潟県小千谷市付近を蛇行する信濃川。この蛇行部近くにJR東日本の水力発電所があり、写真中央に調整池が見える。
（蛇行部拡大画像はこちら）

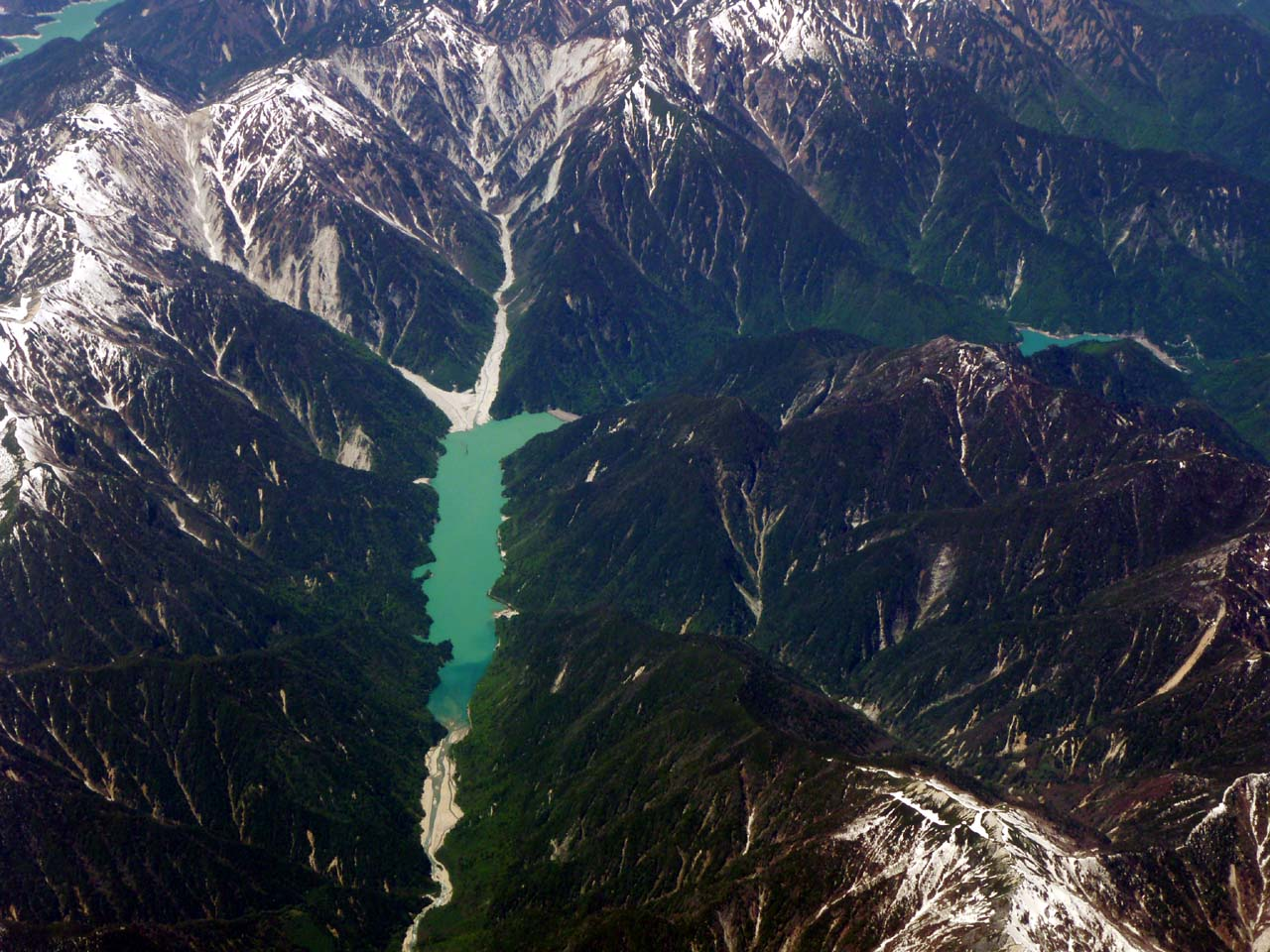
槍ヶ岳を水源に持つ支流高瀬川の高瀬ダム湖、七倉ダム湖

信濃川は水量が豊富でかつ上流部は関東山地・飛騨山脈・木曽山脈である事から急流であり、水力発電には絶好の適地であった。大正時代には高瀬川の高瀬川発電所が建設されていたが、昭和初期に入ると各地で水路式発電所が建設された。
特に、旧・鉄道省（現・JR東日本）は信濃川に大規模水力発電所を建設。信濃川本川に宮中取水ダムを1938年（昭和13年）に建設、新山本・浅河原調整池や千手・小千谷・新小千谷発電所を建設し首都圏の鉄道運転の為の電力を供給した（詳細は信濃川発電所を参照）。
また、第二次世界大戦後、大規模な揚水発電所が各所に建設された。特に梓川の安曇・水殿発電所や高瀬川の新高瀬川発電所、南相木川の神流川発電所、清津川の奥清津・奥清津第二発電所は日本有数の規模を誇り、首都圏に電力を供給する上での重要性は大きいものとなっている。

### 戦後の治水〜ダムと放水路〜

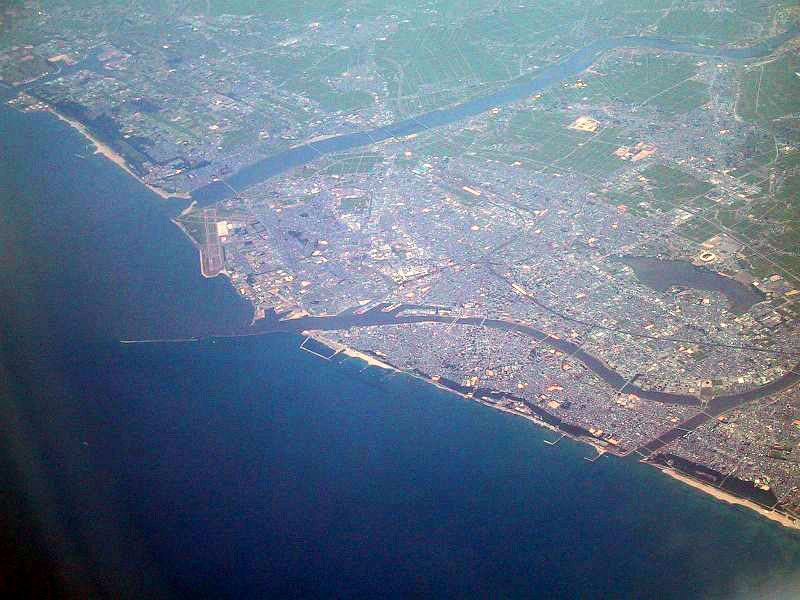
新潟市の河口部（写真左（西）は日本海）
写真上（北）から、阿賀野川、信濃川、関屋分水路。

数年に一度は洪水による被害を流域は受けており、根本的な治水対策としてダムによる洪水調節が図られた。1948年（昭和23年）からは千曲川第二期補修事業が建設省（現・国土交通省北陸地方整備局）の手によって着手され現在も進行中である。
信濃川水系においては建設省直轄事業よりも先に新潟県・長野県による県営ダム事業が推進され、裾花ダム（裾花川）、笠堀ダム（笠堀川）などが建設された。建設省は1960年（昭和35年）に関屋分水路の建設を計画したが、1964年（昭和39年）の新潟地震によって新潟市内が広範囲にわたり浸水したことから鳥屋野潟の排水計画に着手した。
この後、黒川放水路が1969年（昭和44年）に完成。関屋分水路は1972年（昭和47年）に通水し、蒲原大堰・中の口川水門も建設が開始された。
1969年8月の集中豪雨は流域に大きな被害をもたらし、対策として建設省は1974年（昭和49年）、「信濃川水系工事実施基本計画」を改定。この中で多目的ダムの建設を計画し、大町ダム（高瀬川）が1986年（昭和61年）に、三国川ダム（三国川）が1993年（平成5年）に完成した。
県営でも大谷ダム（五十嵐川）や破間川ダム（破間川）が新潟県に、奈良井ダム（奈良井川）や奥裾花ダム（裾花川）が長野県に完成した。又、人口が急増している長岡市に上水道を供給するため妙見堰（信濃川）が1990年（平成2年）に完成している。

### 公共事業見直しと「脱ダム宣言」
このように信濃川は治水・利水の為の施設が多く存在するようになったが、1990年代以降公共事業見直しの機運が全国的に高まり、利根川・淀川等全国の主要河川においてダムを始めとする河川施設の建設中止が相次いだ。信濃川水系も例外ではなく2002年（平成12年）に信濃川水系では最大規模の総貯水容量を擁する予定であった清津川ダム（清津川。国土交通省北陸地方整備局）が、2003年（平成13年）には戦前から連綿と続き戦後「只見特定地域総合開発計画」でも取り上げられた『只見川水力発電新潟分水案』に基づく「湯之谷揚水発電計画」、その根幹である佐梨川ダム（佐梨川。新潟県）が上池と共に中止となり長年に亘る新潟分水案はここに潰えた。県営ダムでも三用川ダム（三用川・新潟県）が建設中止となっている。
又、国土交通省北陸地方整備局（当時は建設省北陸地方建設局）は1981年（昭和56年）の信濃川洪水を機に、1954年（昭和29年）より構想のあった「千曲川上流ダム計画」を南佐久郡南牧村に計画した。これは洪水調節・上水道等を目的とした多目的ダムとして、信濃川本川上流に堤高約80.0 m、総貯水容量が約70,000,000 tという本格的なダムを建設しようとしたものである。
「千曲川上流ダム」が完成すると南牧村を中心に250戸が水没する他、JR小海線が水没する。1984年（昭和59年）に実施計画調査の為の予算が付いたが住民の強硬な反対に遭い、その後地元南牧村を始め南佐久郡5町村が建設推進を撤回して反対に回り、計画が凍結した。
その後公共事業見直しの機運の中で計画は再検討され、2002年に「千曲川上流ダム計画」は国土交通省によって白紙撤回となった。こうして日本最長の河川に建設される予定であった唯一の多目的ダムは中止されたが、ダムに代わる治水代替案は確定されていない。
2004年（平成16年）に入ると、長野県知事・田中康夫の『脱ダム宣言』によって長野県内に計画中の信濃川水系のダム計画が纏めて中止となった。浅川ダム（浅川）、角間ダム（角間川）、黒沢ダム（黒沢川）、清川ダム（清川）が対象となり、有無を言わさぬ形での中止であったため論争を招いた。
また新潟県側では2004年7月に平成16年7月新潟・福島豪雨（7・13水害）が三条市・見附市等に被害をもたらした。
代替案である「河道内遊水池」が結局は名前を変えたダムであるとの指摘もあり、浅川ダムの様に下流住民の合意を得ずに中止した面もあるため、洪水の多発する信濃川で今後洪水が起こったときに知事がどのような対応を取るのか、注目されていた中、2006年（平成18年）7月の平成18年7月豪雨で天竜川流域が豪雨による被災を受けた。『脱ダム宣言』が直接災害に関係していたわけではないにしろ、治水対策の不備を含め田中県政に対する様々な不満が表面化した。

### 脱・脱ダム宣言後
2006年の長野県知事選挙で田中は下野し、田中に代わり村井仁が知事に就任した。『脱ダム宣言』については当初は批判的発言を繰り返していたものの、就任後は性急なダム建設回帰には慎重な姿勢を示したが、2007年（平成19年）2月、河道内遊水池（穴あきダム）を是とする判断が出された。
2010年代に入ってもダムの建設は進められ、広神ダム（和田川。2011年竣工）、晒川ダム（晒川。2012年中止）などが挙げられる。
2019年10月、令和元年東日本台風（台風19号）により大きな被害があった。令和元年東日本台風を受けて、2020年代にかけて『信濃川水系緊急治水対策プロジェクト』が進められている。

## 信濃川水系の主要河川
- 群馬県
  - 中津川
- 長野県（千曲川）
  - 湯川 (南牧村)
  - 相木川
  - 抜井川
  - 滑津川
  - 湯川 (北佐久郡)
    - 泥川
      - 矢ケ崎川
        - 精進場川

  - 鹿曲川
  - 依田川
    - 大門川
    - 武石川
    - 内村川

  - 神川
  - 浦野川
    - 沓掛川
      - 湯川 (青木村)

    - 産川
      - 湯川 (上田市)

  - 聖川
  - 岡田川
  - 蛭川
  - 保科川
  - 犀川（梓川）
    - 小大野川
    - 島々谷川
    - 奈良井川
      - 鎖川
      - 田川
        - 薄川
        - 女鳥羽川

    - 穂高川
    - 高瀬川
      - 農具川
      - 鹿島川

    - 会田川
    - 金熊川
    - 麻績川
    - 土尻川
    - 裾花川

  - 百々川
  - 松川
  - 浅川
  - 鳥居川
  - 夜間瀬川
  - 樽川
  - 中津川
    - 雑魚川

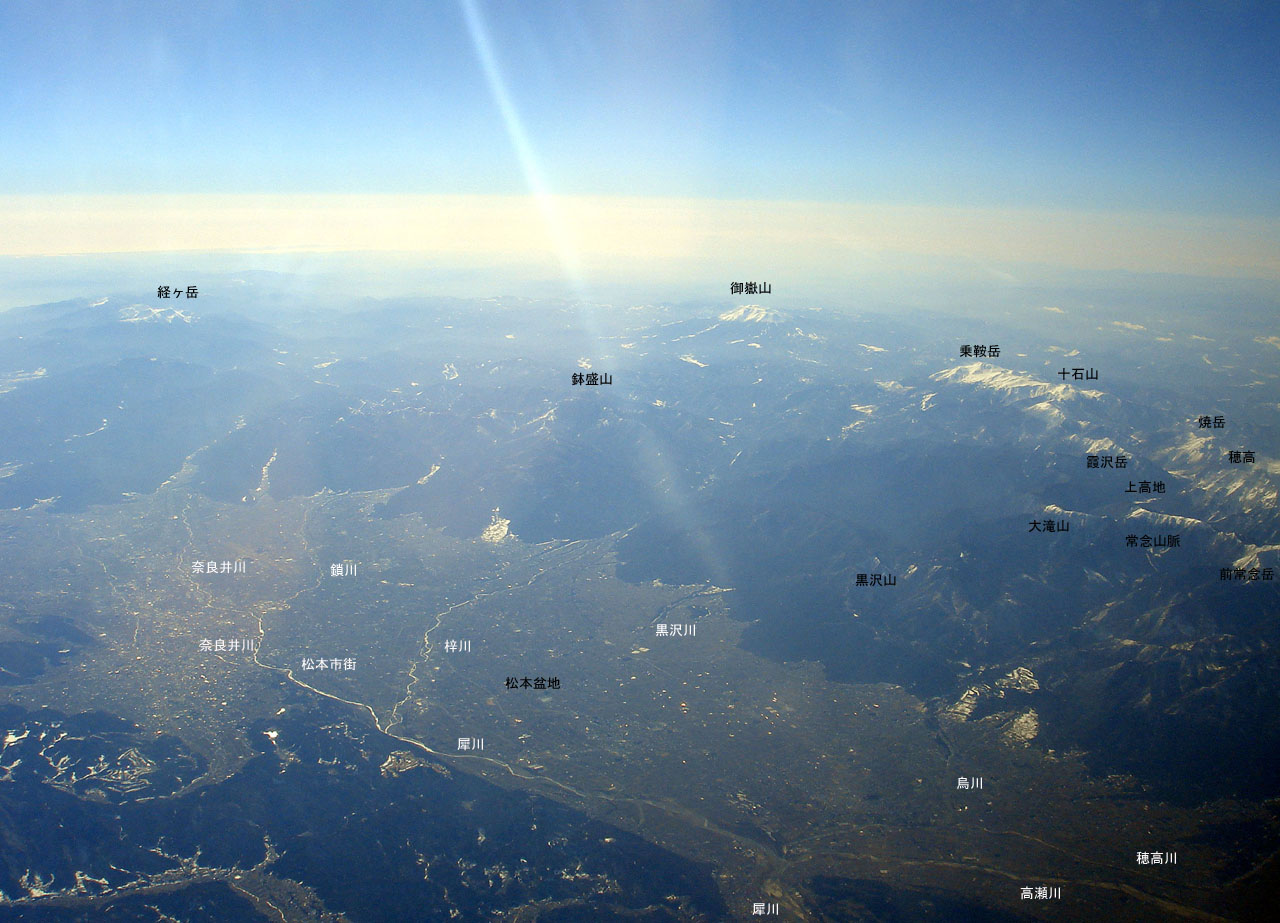
松本盆地の犀川とその支流
解説無し画像はこちら

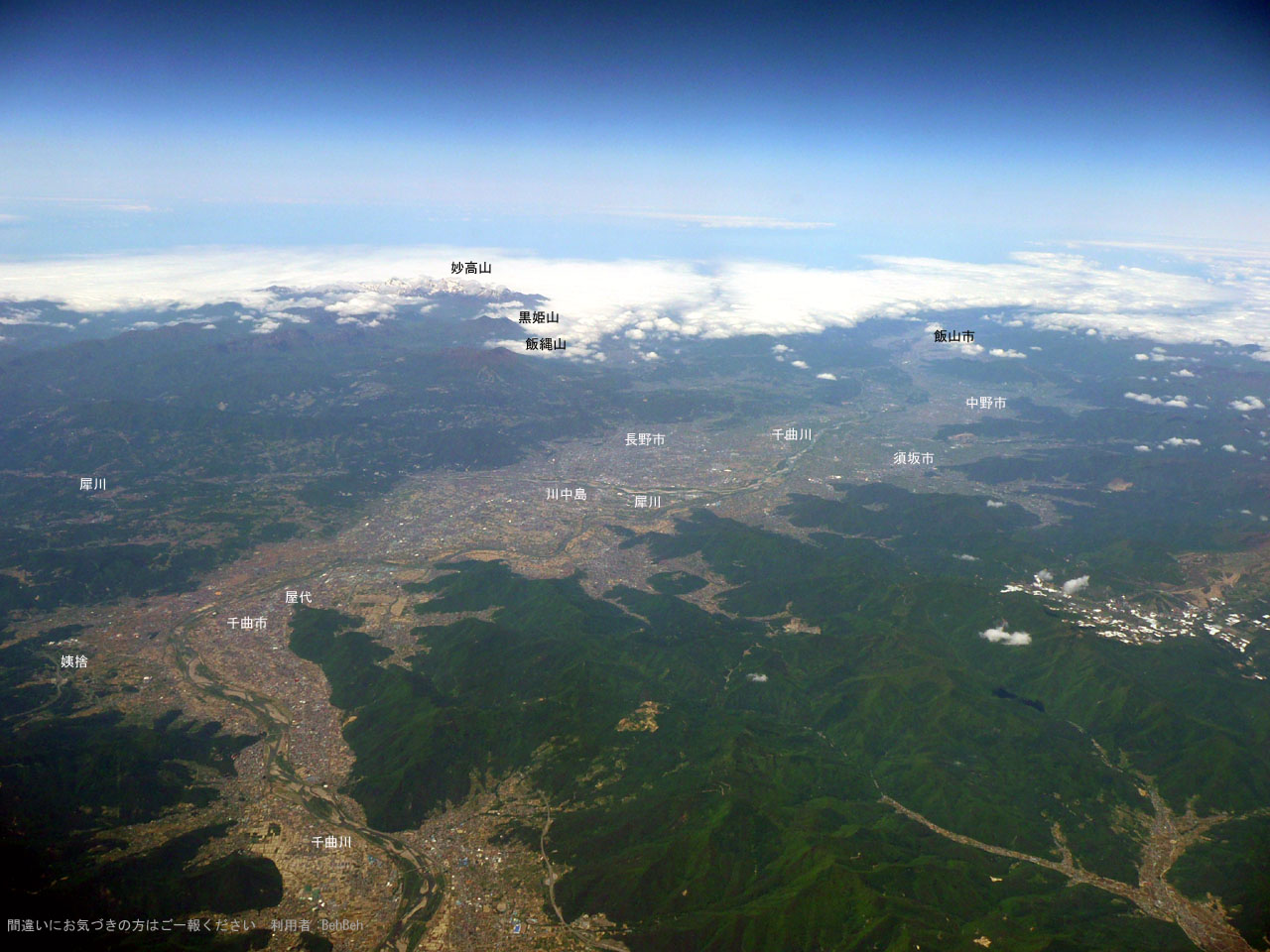
長野盆地千曲川、犀川合流部付近
解説無し画像はこちら

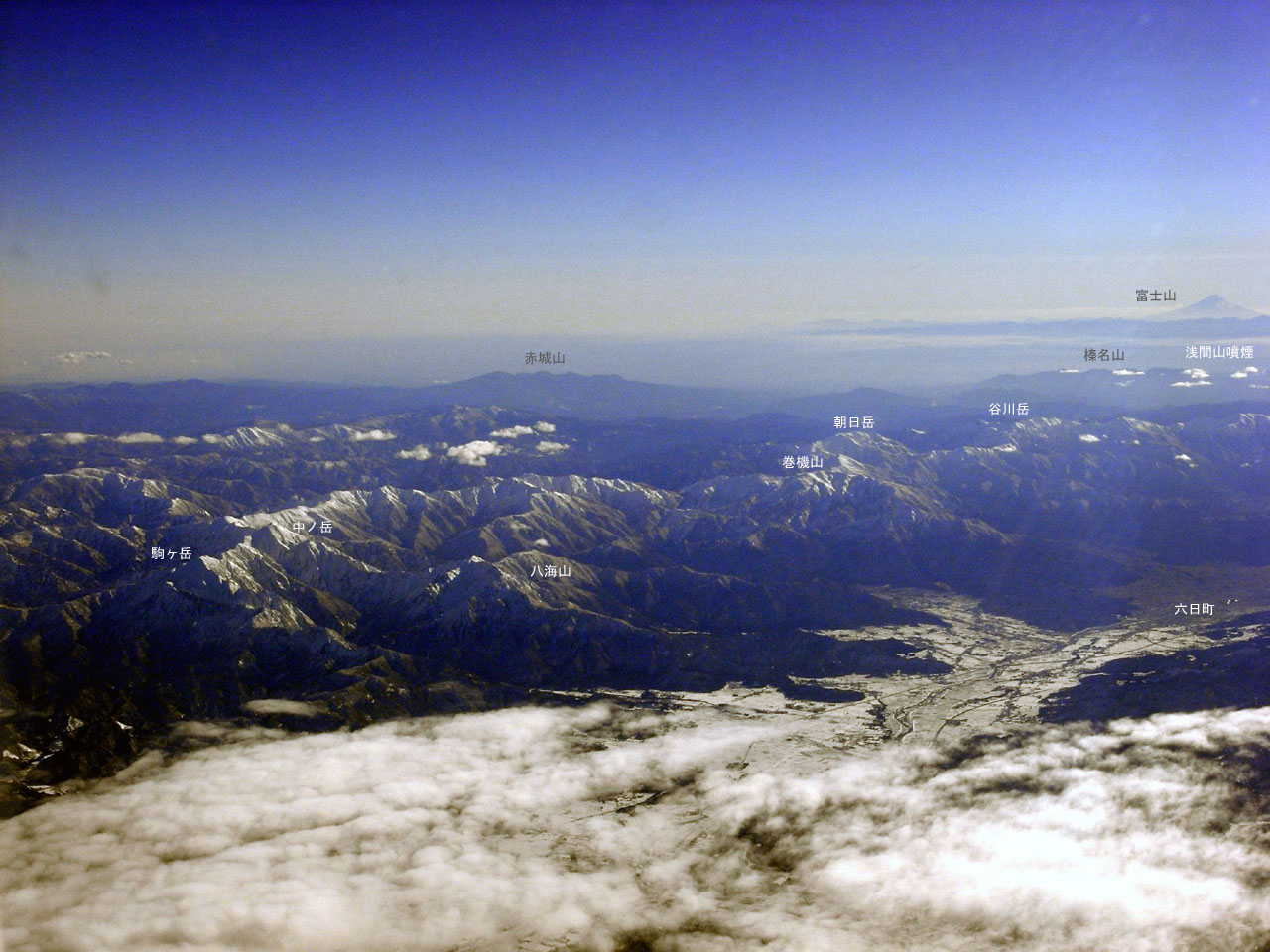
支流・魚野川上流域と越後三山

- 新潟県（信濃川） ※位置関係は#外部リンクの県の管内図を参照。
  - 中津川
  - 清津川
  - 魚野川
    - 登川
      - 西谷後川
      - 二子沢川
      - 神字川
      - 姥沢川
      - 一之沢川
      - 小松沢川

    - 高棚川
      - 北ノ入川

    - 三国川
    - 水無川
    - 佐梨川
    - 破間川
      - 末沢川
      - 黒又川
      - 西川
      - 和田川
      - 羽根川

    - 芋川

  - 渋海川
    - 越道川

  - 太田川
  - 栖吉川
  - 黒川
  - 大河津分水路（新信濃川）
  - 西川
  - 猿橋川
  - 刈谷田川
  - 中ノ口川
  - 五十嵐川
  - 加茂川
  - 関屋分水路
  - 小阿賀野川
    - 能代川

  - 鷲ノ木大通川
  - 通船川
  - 栗ノ木川

## 信濃川水系の河川施設
信濃川の利水に関しては、本流と支流で異なった特徴を持つ。信濃川本川には高さ50 mを超えるダム・多目的ダムは存在しないが、その分、放水路が多い。
一つの河川に放水路が2か所も建設されているのは信濃川だけである。それだけ治水に苦労していることをうかがい知ることができる。
また、利根川や木曽川、淀川ほど水資源確保のための系統的利水施設が多く存在しないのも特徴で、主眼はあくまでも治水と灌漑に置かれている。逆に支流には大小数多くの治水・治山・利水ダムが建設されている。
一方、水力発電施設においては全国屈指の発電量・発電施設を誇る。揚水発電所だけでも梓川、相木川、高瀬川、黒又川、清津川の5か所に建設された実績があり、これも全国屈指の数である。また、新潟県内ではJR東日本が首都圏の鉄道網を支える電力供給を信濃川から得ている。その歴史の中でJR東日本信濃川発電所の不正取水問題も起きた。

### 河川施設一覧
ダム
| 一次 支川名 （本川） | 二次 支川名 | 三次 支川名 | ダム名         | 堤高 （m） | 総貯水 容量 （千m3） | 型式         | 事業者                    | 備考                    |
| -------------------- | ----------- | ----------- | -------------- | ---------- | -------------------- | ------------ | ------------------------- | ----------------------- |
| 千曲川               | －          | －          | 西浦ダム       | 14.2       | 335                  | 重力式       | 東京電力ホールディングス  | 小堰堤                  |
| 千曲川               | －          | －          | 西大滝ダム     | 14.2       | 770                  | 重力式       | 東京電力ホールディングス  | 小堰堤                  |
| 信濃川               | －          | －          | 宮中取水ダム   | 16.4       | 970                  | 重力式       | 東日本旅客鉄道            |                         |
| 信濃川               | －          | －          | 妙見堰         | －         | －                   | 可動堰       | 国土交通省 東日本旅客鉄道 |                         |
| 信濃川               | －          | －          | 大河津分水路   | －         | －                   | 放水路       | 国土交通省                |                         |
| 信濃川               | －          | －          | 蒲原大堰       | －         | －                   | 可動堰       | 国土交通省                |                         |
| 信濃川               | －          | －          | 関屋分水路     | －         | －                   | 放水路       | 国土交通省                |                         |
| 信濃川               | －          | －          | 信濃川水門     | －         | －                   | 水門         | 国土交通省                |                         |
| （河道外）           | －          | －          | 浅河原調整池   | 37.0       | 1,065                | アース       | 東日本旅客鉄道            | 土木遺産                |
| （河道外）           | －          | －          | 新山本調整池   | 42.4       | 3,640                | ロックフィル | 東日本旅客鉄道            |                         |
| 相木川               | 南相木川    | －          | 南相木ダム     | 136.0      | 19,170               | ロックフィル | 東京電力ホールディングス  |                         |
| 抜井川               | －          | －          | 古谷ダム       | 48.5       | 2,200                | 重力式       | 長野県                    |                         |
| 抜井川               | 余地川      | －          | 余地ダム       | 42.0       | 523                  | 重力式       | 長野県                    |                         |
| 湯川                 | －          | －          | 湯川ダム       | 50.0       | 3,400                | 重力式       | 長野県                    |                         |
| 金原川               | －          | －          | 金原ダム       | 36.5       | 388                  | ロックフィル | 長野県                    |                         |
| 依田川               | 内村川      | －          | 内村ダム       | 51.3       | 2,000                | 重力式       | 長野県                    |                         |
| 神川                 | －          | －          | 菅平ダム       | 41.8       | 3,451                | 重力式       | 長野県                    |                         |
| 犀川                 | －          | －          | 大正池         | －         | －                   | ラバーダム   | 東京電力ホールディングス  | 小堰堤                  |
| 犀川                 | －          | －          | 釜ヶ渕堰堤     | 29.0       | －                   | アーチ式     | 国土交通省                | 砂防堰堤 登録有形文化財 |
| 犀川                 | －          | －          | 奈川渡ダム     | 155.0      | 123,000              | アーチ式     | 東京電力ホールディングス  |                         |
| 犀川                 | －          | －          | 水殿ダム       | 95.5       | 15,100               | アーチ式     | 東京電力ホールディングス  |                         |
| 犀川                 | －          | －          | 稲核ダム       | 60.0       | 10,700               | アーチ式     | 東京電力ホールディングス  |                         |
| 犀川                 | －          | －          | 犀川白鳥湖     | 5.8        | －                   | 可動堰       | 中部電力                  | 小堰堤                  |
| 犀川                 | －          | －          | 生坂ダム       | 19.5       | 3,100                | 重力式       | 東京電力ホールディングス  |                         |
| 犀川                 | －          | －          | 平ダム         | 20.0       | 3,033                | 重力式       | 東京電力ホールディングス  |                         |
| 犀川                 | －          | －          | 水内ダム       | 25.3       | 4,248                | 重力式       | 東京電力ホールディングス  |                         |
| 犀川                 | －          | －          | 笹平ダム       | 19.3       | 2,755                | 重力式       | 東京電力ホールディングス  |                         |
| 犀川                 | －          | －          | 小田切ダム     | 21.3       | 2,546                | 重力式       | 東京電力ホールディングス  |                         |
| 犀川                 | セバ川      | －          | セバ谷ダム     | 22.7       | 46                   | 重力式       | 東京電力ホールディングス  |                         |
| 犀川                 | 奈良井川    | －          | 奈良井ダム     | 60.0       | 8,000                | ロックフィル | 長野県                    |                         |
| 犀川                 | 高瀬川      | －          | 高瀬ダム       | 176.0      | 76,200               | ロックフィル | 東京電力ホールディングス  |                         |
| 犀川                 | 高瀬川      | －          | 七倉ダム       | 125.0      | 32,500               | ロックフィル | 東京電力ホールディングス  |                         |
| 犀川                 | 高瀬川      | －          | 大町ダム       | 107.0      | 33,900               | 重力式       | 国土交通省                |                         |
| 犀川                 | 会田川      | 水上沢川    | 水上ダム       | 38.0       | 276                  | 重力式       | 長野県                    |                         |
| 犀川                 | 麻績川      | 宮川        | 北山ダム       | 43.0       | 213                  | 重力式       | 長野県                    |                         |
| 犀川                 | 麻績川      | 別所川      | 小仁熊ダム     | 36.5       | 1,930                | 重力式       | 長野県                    |                         |
| 犀川                 | 裾花川      | －          | 奥裾花ダム     | 59.0       | 5,400                | 重力式       | 長野県                    |                         |
| 犀川                 | 裾花川      | －          | 裾花ダム       | 83.0       | 15,000               | アーチ式     | 長野県                    |                         |
| 犀川                 | 裾花川      | －          | 湯の瀬ダム     | 18.0       | 330                  | 重力式       | 長野県企業局              |                         |
| 百々川               | 灰野川      | －          | 豊丘ダム       | 81.0       | 2,580                | 重力式       | 長野県                    |                         |
| 中津川               | －          | －          | 野反ダム       | 44.0       | 28,700               | ロックフィル | 東京電力ホールディングス  |                         |
| 中津川               | －          | －          | 渋沢ダム       | 20.7       | 220                  | 重力式       | 東京電力ホールディングス  |                         |
| 中津川               | －          | －          | 穴藤ダム       | 55.3       | 630                  | 重力式       | 東京電力ホールディングス  |                         |
| 中津川               | （河道外）  | －          | 高野山ダム     | 33.0       | 560                  | ロックフィル | 東京電力ホールディングス  |                         |
| 清津川               | －          | －          | 二居ダム       | 87.0       | 18,300               | ロックフィル | 電源開発                  |                         |
| 清津川               | カッサ川    | －          | カッサダム     | 90.0       | 13,500               | ロックフィル | 電源開発                  |                         |
| 清津川               | カッサ川    | －          | カッサ川ダム   | 20.5       | 104                  | アーチ式     | 東京電力ホールディングス  |                         |
| 清津川               | 釜川        | －          | 大谷内ダム     | 23.2       | 1,206                | アース       | 北陸農政局                |                         |
| 魚野川               | 三国川      | －          | 三国川ダム     | 119.5      | 27,500               | ロックフィル | 国土交通省                |                         |
| 魚野川               | 破間川      | －          | 破間川ダム     | 93.5       | 15,800               | 重力式       | 新潟県                    |                         |
| 魚野川               | 破間川      | －          | 薮神ダム       | 23.0       | 1,857                | 重力式       | 東北電力                  | 土木遺産                |
| 魚野川               | 破間川      | 黒又川      | 黒又川第二ダム | 82.5       | 60,000               | アーチ式     | 電源開発                  |                         |
| 魚野川               | 破間川      | 黒又川      | 黒又川第一ダム | 91.0       | 42,850               | 重力式       | 電源開発                  |                         |
| 魚野川               | 破間川      | 黒又川      | 黒又ダム       | 24.5       | 1,454                | 重力式       | 東北電力                  | 土木遺産                |
| 魚野川               | 破間川      | 和田川      | 広神ダム       | 80.5       | 12,400               | 重力式       | 新潟県                    |                         |
| 大河津分水路         | －          | －          | 大河津可動堰   | －         | －                   | 可動堰       | 国土交通省                |                         |
| 中ノ口川             | －          | －          | 中ノ口川水門   | －         | －                   | 水門         | 国土交通省                |                         |
| 刈谷田川             | －          | －          | 刈谷田川ダム   | 83.5       | 4,450                | 重力式       | 新潟県                    |                         |
| 五十嵐川             | －          | －          | 大谷ダム       | 75.5       | 20,000               | ロックフィル | 新潟県                    |                         |
| 五十嵐川             | 笠堀川      | －          | 笠堀ダム       | 74.5       | 15,400               | 重力式       | 新潟県                    |                         |
| 下条川               | －          | －          | 下条川ダム     | 31.0       | 1,530                | 重力式       | 新潟県                    |                         |
| 関屋分水路           | －          | －          | 新潟大堰       | －         | －                   | 可動堰       | 国土交通省                |                         |

(注)：黄欄は建設中もしくは計画中のダム（2006年時点）。
頭首工・取水堰
| 一次支川 （本川） | 所在地             | 堰名           | 管理主体   | 備考 |
| ----------------- | ------------------ | -------------- | ---------- | ---- |
| 千曲川            | 長野県上田市       | 上田農水頭首工 | 土地改良区 | －   |
| 千曲川            | 長野県埴科郡坂城町 | 埴科頭首工     | 土地改良区 | －   |
| 信濃川            | 新潟県三条市       | 大島頭首工     | 新潟県     | －   |

### 水位観測点
国土交通省 北陸地方整備局河川事務所の観測点は、下流側より
新潟県
- 西港 新潟市中央区入船町
- 帝石橋 新潟市西区山田
- 新酒屋 新潟市江南区花ノ牧
- 臼井橋 新潟市南区堀掛
- 保明新田 南蒲原郡田上町大字保明新田
- 荒町 三条市荒町
- 尾崎 三条市栄町尾崎
- 大河津 燕市大川津
- 長岡 長岡市信濃1丁目
- 小千谷 小千谷市元町433-2
- 岩沢 小千谷市真人町
- 十日町所在地 十日町市新宮乙
- 宮野原 中魚沼郡津南町上郷寺石

長野県
- 立ヶ花 中野市立ヶ花52-1
- 大倉崎 飯山市常盤
- 殿橋 中野市大字江部632-1
- 杭瀬下 千曲市杭瀬下
- 生田 上田市生田字下梨平
- 塩名田 佐久市御馬寄1538

## 主な橋梁
河口より記載
- 信濃川
  - （日本海） - （新潟みなとトンネル） - 柳都大橋 - 萬代橋（重要文化財） - 八千代橋 - 昭和大橋 - 信濃川橋梁（越後線） - 千歳大橋 - 本川大橋 - 平成大橋 - 新潟大橋 - 第二信濃川橋梁（上越新幹線） - ときめき橋（北陸自動車道） - 信濃川大橋 - 大郷橋 - 臼井橋 - 小須戸橋 - 庄瀬橋 - 五反田橋 - 加茂大橋 - 景雲橋 - 石上大橋 - 信濃川橋梁（弥彦線） - 瑞雲橋 -三条大橋 - 第一信濃川橋梁（上越新幹線） - 栄橋（北陸自動車道） - 蒲原大橋 - 萬盛橋 - 本川橋 - 与板橋 - 信濃川橋 （北陸自動車道） - 蔵王橋 - 長岡大橋 - 大手大橋 - 長生橋 - フェニックス大橋 - 信濃川橋梁（信越本線） - 越路橋 - 越の大橋 - 小千谷大橋 - 旭橋 - 山本山大橋 - 牛ケ島大橋 - 西倉橋 - 越後川口橋（関越自動車道） - 川井大橋 - 魚沼橋 - 栄橋 - 妻有大橋 - 十日町橋 - 信濃川橋梁（北越急行ほくほく線） - 姿大橋 - 宮中橋 - 信濃川橋梁（飯山線） - 豊船橋 - 信濃川橋 - 田中橋 - 上郷橋 - 宮野原橋
- 千曲川
  - 百合居橋 - 箕作平滝大橋 - 明石大橋 - 東大滝橋 - 市川橋 - 湯滝橋 - 柏尾橋 - 常盤大橋 - 大関橋 - 中央橋 - 綱切橋 - 第五千曲川橋梁（北陸新幹線） - 古牧橋 - 笠倉壁田橋 - 上今井橋 - 北千曲川橋（上信越自動車道） - 立ヶ花橋 - 第四千曲川橋梁（北陸新幹線） - 小布施橋 - 村山橋（国道406号と長野電鉄長野線の併用橋） - 屋島橋 - 落合橋 - 関崎橋 - 更埴橋 - 松代大橋 - 赤坂橋 - 岩野橋 - 篠ノ井橋 - 千曲川橋梁（しなの鉄道線） - 第三千曲川橋梁（北陸新幹線） - 千曲川橋（長野自動車道） - 粟佐橋 - 千曲橋 - 平和橋 - 冠着橋 - 大正橋 - 万葉橋 - 笄橋（こうがいばし） - 昭和橋 - 坂城大橋 - 大望橋 - 鼠橋 - 上田大橋 - 古舟橋 - 上田橋 - 千曲川橋梁（上田電鉄別所線） - 常田新橋 - 小牧橋 - 第二千曲川橋梁（北陸新幹線） - 大石橋 - 大屋橋 - 田中橋 - 羽毛山橋 - 境橋 - 布引大橋 - 大久保橋 - 戻り橋 - 小諸大橋 - 大杭橋 - 宮沢橋 - 浅科大橋 - 第一千曲川橋梁（北陸新幹線） - 中津橋 - 琵琶島橋 - 佐久橋 - 千曲川橋（中部横断自動車道） - 御影橋 - 浅蓼大橋（国道141号） - 佐久大橋 - 野沢橋 - 住吉橋 - 臼田橋 - 三条大橋 - 八十巖橋 - 栄橋 - 栄海橋 - 南佐久大橋（国道299号） - 下畑橋 - 宮前橋 - 天神橋 - ちくま橋 - 高岩橋 - 東馬流橋 - 馬流橋 - 清流ふれあい橋 - 小海大橋 - 第七千曲川橋梁（小海線） - 箕輪橋 - 第六千曲川橋梁（小海線） - 海尻橋 - 第五千曲川橋梁（小海線） - 大芝橋 - 海ノ口大橋 - 第四千曲川橋梁（小海線） - 古屋敷橋 - 第三千曲川橋梁（小海線） - 向橋 - 第二千曲川橋梁（小海線） - 広瀬橋 - 第一千曲川橋梁（小海線） - 樋沢新田橋 - 男橋 - 本郷橋 - 赤顔橋 - 大深山橋 - 横沢橋 - 金山橋 - 小坂橋 - 下木戸橋 - 居倉橋 - 秋山3号橋 - 秋山2号橋 - 秋山1号橋 - 室屋橋 - 黒巌橋 - 日本基橋 - 蓬1号橋 - 蓬2号橋  - （甲武信ヶ岳）

## 利用

### 水運
千曲川・信濃川は共に江戸時代から明治時代にかけて川舟による通船が全盛を迎え、流域の物流を担った。ただし、その後の流域の物流の主役は、陸上交通が担っていった。信濃川の河口部には古代から蒲原津（かんばらのつ）、沼垂津（ぬったりのつ）、新潟津などの港（新潟三ヵ津）が栄え、特に新潟は江戸時代に大きく発展し日米修好通商条約によって他国に開放する港の1つとされた。新潟港は現在においても国際貿易港として機能しており、ロシア、韓国などとの国際便が就航している。

### 漁業　農業
千曲川は内陸県である長野県を流れる川であり、千曲川などで漁獲される淡水魚は重要なタンパク質源の1つとして利用されてきた。例えば、春に産卵のために千曲川を遡上するウグイも、漁獲されてきた魚種の1つである。ウグイの特徴的な漁法としては「つけ場漁」が知られ、これは川の流れの中に人工的に整備した産卵床を整え、そこに集まってくるウグイを捕獲する手法である。また、千曲川は佐久市付近で谷から、そこより上流側と比べて幅の広い谷に流れ出るわけだが、ここの伏流水を取水して、水田や池などでのコイの養殖漁業を19世紀初頭から行っている。なお、漁業者により捕獲が行われてきた、その他の主な魚種として、アユ、フナ、オイカワ、クチボソ、ナマズ、ドジョウなどが挙げられる。ただし、オイカワは1929年に始まったアユの稚魚放流に伴い琵琶湖から人為的に移入された外来種である。この他に、アユ、イワナ、ウナギ、コイ、サケ、ニジマス、ヤマメ、カジカが、主に人為的に放流されている魚種である。これに加えて、かつて千曲川では行政の主導でコクレン、ハクレン、ソウギョ、カムルチーの放流も行われていた。さらに、信濃川・千曲川で人為的に放流された結果、生息が確認されている外来種の魚類として、カムルチー、オオクチバス、コクチバス、ブルーギル、カワマス、ブラウントラウト、カダヤシ、テラピア、タイリクバラタナゴが挙げれられる。ヒトの影響は、これだけに留まらず、かつて流域で漁獲量は1万8千〜4万尾の漁獲量を誇ったサケ（シロザケ）、マス（サクラマス）は、西大滝ダムや宮中取水ダムの完成により、ほとんど信濃川を遡上しなくなり、1940年を境に漁業としては成立しなくなった。サケに関して、長野県では「カムバックサーモン」キャンペーンを1980年から展開し、21年間で1億6000万円かけて899万匹を放流したものの、西大滝ダム下流まで遡上が確認されたのは48匹に過ぎなかった。それに、野辺山原ではレタスや白菜の農業などにでも使われています。
長野県内の信濃川水系河川の漁業協同組合
| 漁業組合名   | 主な漁場 |
| ------------ | --- |
| 南佐久南部久 | 南佐久郡佐久穂町の旧八千穂村から上流の千曲川本支流                                                                                                 |
| 佐久         | 小諸市から南佐久郡佐久穂町の旧佐久町までの千曲川本支流                                                                                             |
| 上小         | 上田市から東御市までの千曲川本支流（依田川、神川を含む）                                                                                           |
| 更埴         | 長野市松代町から埴科郡坂城町までの千曲川本支流 |
| 千曲川       | 小布施町から長野市松代町までの千曲川本支流。 篠井川・浅川（北信漁協と共同管理）                                                                    |
| 北信         | 中野市から小布施町までの千曲川本支流（鳥居川を含む）・夜間瀬川（千曲川合流部は高水漁協と共同管理）。 篠井川・浅川（千曲川漁協と共同管理）          |
| 高水         | 中野市から下流の千曲川本支流。切明発電所より下流の中津川。                                                                                         |
| 奈良井川     | 奈良井川（塩尻市・松本市島立橋上、犀川合流地点より上流）・鎖川 (朝日村、松本市）・田川（塩尻市・松本市並柳橋より上流）                             |
| 波田         | 黒川合流点～梓橋（県道316号）までの島々谷川を除く梓川本支流（※ 一部安曇漁協と共同管理）                                                            |
| 安曇         | 松本市安曇、奈川の区域の梓川本支流（※ 一部波田漁協と共同管理）                                                                                     |
| 犀川         | 犀川（東筑摩郡生坂村・長野市大岡から松本市の区域の本支流）。高瀬川・乳川（北安曇郡松川村から下流）。梓川・奈良井川・田川の各下流域（松本市の区域） |
| 北安中部     | 高瀬川・乳川（大町市の区域）。農具川。 |
| 犀川殖産     | 犀川（長野市の区域から大町市八坂・東筑摩郡生坂村の本支流）。金熊川（大町市八坂村から上流）。柳久保池。                                             |
| 裾花川水系   | 裾花川。 |
| 志賀高原     | 切明発電所より上流の中津川の本支流。（雑魚川・魚野川 (志賀高原)を含む）                                                                            |

長野県内の信濃川水系湖沼の漁業協同組合
| 漁業組合名 | 主な漁場                 |
| ---------- | ------------------------ |
| 松原湖     | 松原湖（猪名湖・長湖）   |
| 青木湖     | 青木湖。中綱湖。農具川。 |
| 木崎湖     | 木崎湖。農具川。         |

新潟県内の信濃川水系の漁業協同組合
| 漁業組合名 | 流域                                                                         |
| ---------- | ---------------------------------------------------------------------------- |
| 信濃川     | 新潟市中央区・昭和大橋上流端から同市秋葉区・小須戸橋下流端に至る信濃川本支流 |
| 加茂川     |                                                                              |
| 五十嵐川   | 五十嵐川本支川など                                                           |
| 刈谷田川   |                                                                              |
| 魚沼       | 信濃川中流部、魚野川本支川、清津川上流など                                   |
| 中魚沼     |                                                                              |